# Švýcarské vzdušné síly
Švýcarské vzdušné síly (francouzsky Forces aériennes suisses, italsky Forze aeree svizzere, německy Schweizer Luftwaffe, rétorománsky Aviatica militara svizra) jsou součást švýcarských ozbrojených sil. Ač bylo švýcarské letectvo zřízeno již 31. července 1914, z celku ozbrojených sil se vydělilo až v roce 1936.

## Druhá světová válka

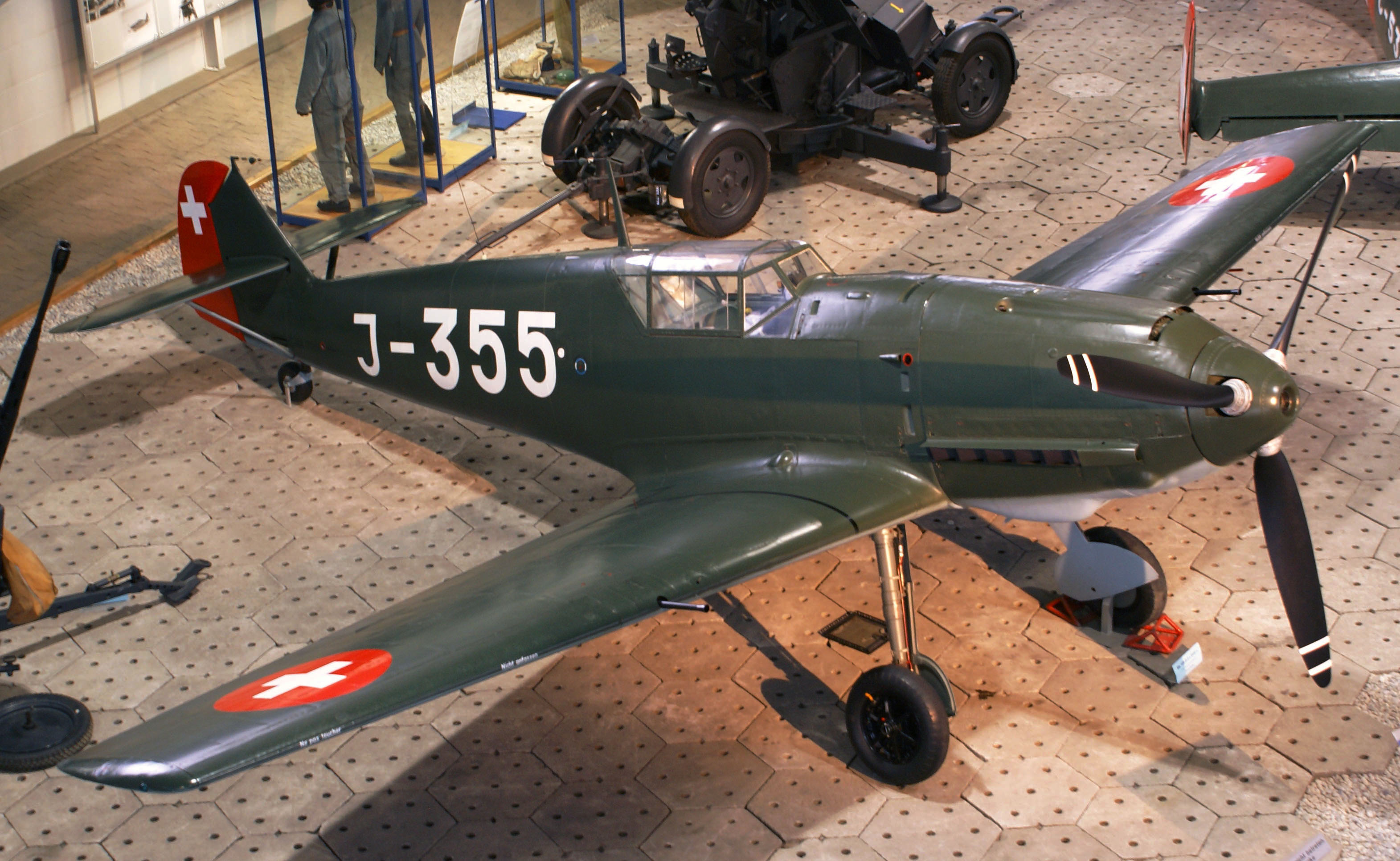
Švýcarský Messerschmitt Bf 109E-3 dochovaný v leteckém muzeu v Dübendorfu

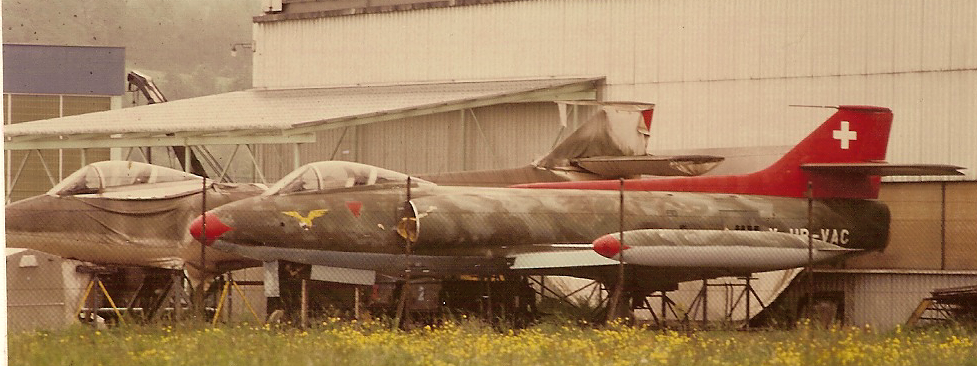
Proudový útočný letoun švýcarské konstrukce FFA P-16

Během druhé světové války Švýcarské letectvo bránilo vzdušný prostor země proti vniknutí letadel jak ze zemí Osy, tak Spojenců. Provozovalo k tomu účelu letouny zakoupené v zahraničí i domácích konstrukcí. Ve Francii se podařilo získat stíhací letouny Morane-Saulnier MS.406 a z Německa stíhací letouny Messerschmitt Bf 109. Jelikož však bylo obtížné získat dostatek kvalitních letounů pro vlastní obranu, byly vyvinuty domácí stíhací letouny FFA D-3801, FFA D-3802 a FFA D-3803, jež byly odvozeny od francouzských MS.406. Pro ně dokonce vznikla zcela přepracovaná verze motoru Hispano HS12Y z původních MS.406, jejíž výkon byl zvýšen z 850 na 1 500 HP. Vznikl také bombardovací letoun FFA C-3604. Ještě po válce vývoj vlastních konstrukcí pokračoval a vznikly proudové typy FFA N-20 a FFA P-16, které ale nebyly vyráběny sériově.

## Současnost
Podle článku švýcarského časopisu FACTS se švýcarské letectvo udržuje v pohotovosti jen během pracovních hodin mimo víkendy. Jeho činitelé totiž prohlásili, že kvůli finančním limitacím bude doba pohotovosti omezena. Potíže s obranou leteckého prostoru Švýcarska naznačuje už malá rozloha státu. Maximální vzdálenost mezi jejími nejvzdálenějšími body totiž nepřesahuje 348 km, přičemž tuto vzdálenost lze překonat civilním letadlem za pouhých 20 minut. Dále je to také švýcarská neutralita, která minimalizuje možnost nasazení švýcarských leteckých sil mimo hranice Švýcarska.
Hlavní obranu švýcarského vzdušného prostoru zajišťují perutě číslo 11, 17 a 18 vyzbrojené 33 letouny McDonnell Douglas F/A-18 Hornet (původně bylo zakoupeno 34 letadel, ale jedno havarovalo) a také 54 zbývajících Northrop F-5 Freedom Fighter (přičemž jich bylo původně zakoupeno 110). V roce 2010 měla začít modernizace vzdušně obrany, počínaje vyřazením tří perutí letounů F-5 (Patrouille Suisse, 8., 19.) a jejich nahrazením novými letouny (NFK, „Neues Kampfflugzeug“). Současně od roku 2008 započala obměna 60 vrtulníků Aérospatiale Alouette III, které jsou nahrazeny typem Eurocopter EC 635.
Obnova stíhacích letadel měla být zahájena nákupem 22 stíhaček JAS-39E Gripen za 2,6 miliardy euro od roku 2018.  V meziobdobí roků 2016–2020 švýcarské letectvo plánovalo pronájem jedenácti letadel Gripen verze C/D. Stejně jako při nákupu letadel F/A-18 koncem 90. let 20. století, i nyní se očekával nesouhlas ze strany švýcarských socialistů, protivojenských skupin a skupin zelených. V referendu konaném v roce 2014 byl skutečně nákup a pronájem švédských stíhaček odmítnut.
Švýcarsko v roce 2017 spustilo nové výběrové řízení na nákup stíhacích letadel. Vláda v listopadu 2017 pověřila Ministerstvo obrany, civilní ochrany a sportu výběrem 30 až 40 nových stíhacích letounů. Pro výběr byly osloveny společnosti Airbus, Boeing, Lockheed Martin, francouzský Dassault  a švédský Saab.
Koncem září roku 2020 (27. 9. 2020) se uskutečnilo referendum o nákupu nových stíhacích letadel. Těsnou většinou 50,1 % hlasujících tak byl schválen záměr na modernizaci švýcarského letectva. Vláda tak mohla zahájit jednání s výrobci o nákupu nových letadel v celkové hodnotě 6 miliard švýcarských franků. Švýcarské ministerstvo obrany nyní pokračuje v hodnocení čtyř typů letadel, a to od amerických společností Lockheed Martin (víceúčelového bojového letounu F-35 Lightning II) a Boeing (stíhacího bombardéru F/A-18E/F Super Hornet), dále od francouzské společnosti Dassault (víceúčelového stíhacího letounu Rafale) a od evropského holdingu Eurofighter GmbH (víceúčelového bojového letounu Typhoon). 30. června 2021 švýcarská vláda doporučila Spolkovému shromáždění aby schválilo nákup 36 strojů F-35A, jako z předložených nabídek cenově nejvýhodnější a nejlépe vyhovující zajištění budoucích potřeb obrany země.

### Střežení vzdušného prostoru
Střežení vzdušného prostoru je jednou z hlavních aktivit švýcarského letectva v době míru. Vzdušné síly rozlišují dva druhy misí: „live“ (pozorování, identifikace) a „hot“ (intervence).
| Rok  | „Live Mission“ | „Hot Mission“ | Pozn.  |
| ---- | -------------- | ------------- | ------ |
| 2006 | 342            | 22            | [ 8 ]  |
| 2007 | 295            | 23            | [ 9 ]  |
| 2008 | 308            | 23            |        |
| 2009 | 294            | 9             |        |
| 2010 | 246            | 22            |        |
| 2011 | 350            | 12            |        |
| 2012 | 207            | 10            |        |
| 2013 | 202            | 9             |        |
| 2014 | 277            | 15            |        |
| 2015 | 276            | 37            |        |
| 2016 | 337            | 26            | [ 10 ] |
| 2017 | 292            | 36            | [ 10 ] |
| 2018 | 245            | ca 20         | [ 11 ] |
| 2019 | 270            | 18            | [ 12 ] |
| 2020 | 290            | 15            | [ 13 ] |

## Letecké základny

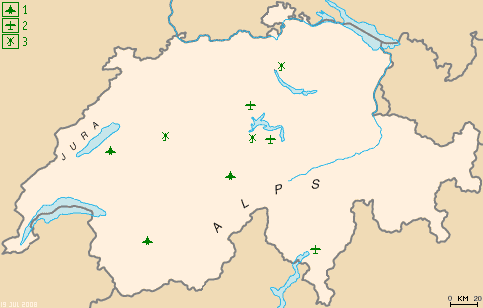
Základny švýcarského letectva

Švýcarské letectvo má k dispozici celkem devět základen, z nichž nejdůležitější je Payerne v kantonu Vaud. Dalšími pak jsou základna pro vrtulníky v Alpnachu, záložní základna v Buochsu, zbývající základny se nacházejí v Bernu (VIP only), Dübendorfu, Emmenu, Meiringenu, Sionu a Locarnu, Lodrino. Základna v Mollis byla zavřena v lednu 2007, také v Alpnachu se plánuje početní redukce.
- Payerne (LSMP)
- Sion (LSMS)
- Emmen (LSME)
- Meiringen (LSMM)
- Alpnach (LSMA)
- Buochs (LSMU)
- Dübendorf (LSMD)
- Lodrino (LSML)
- Locarno (LSMO)
- Bern (LSZB), VIP only

### Radarové systémy

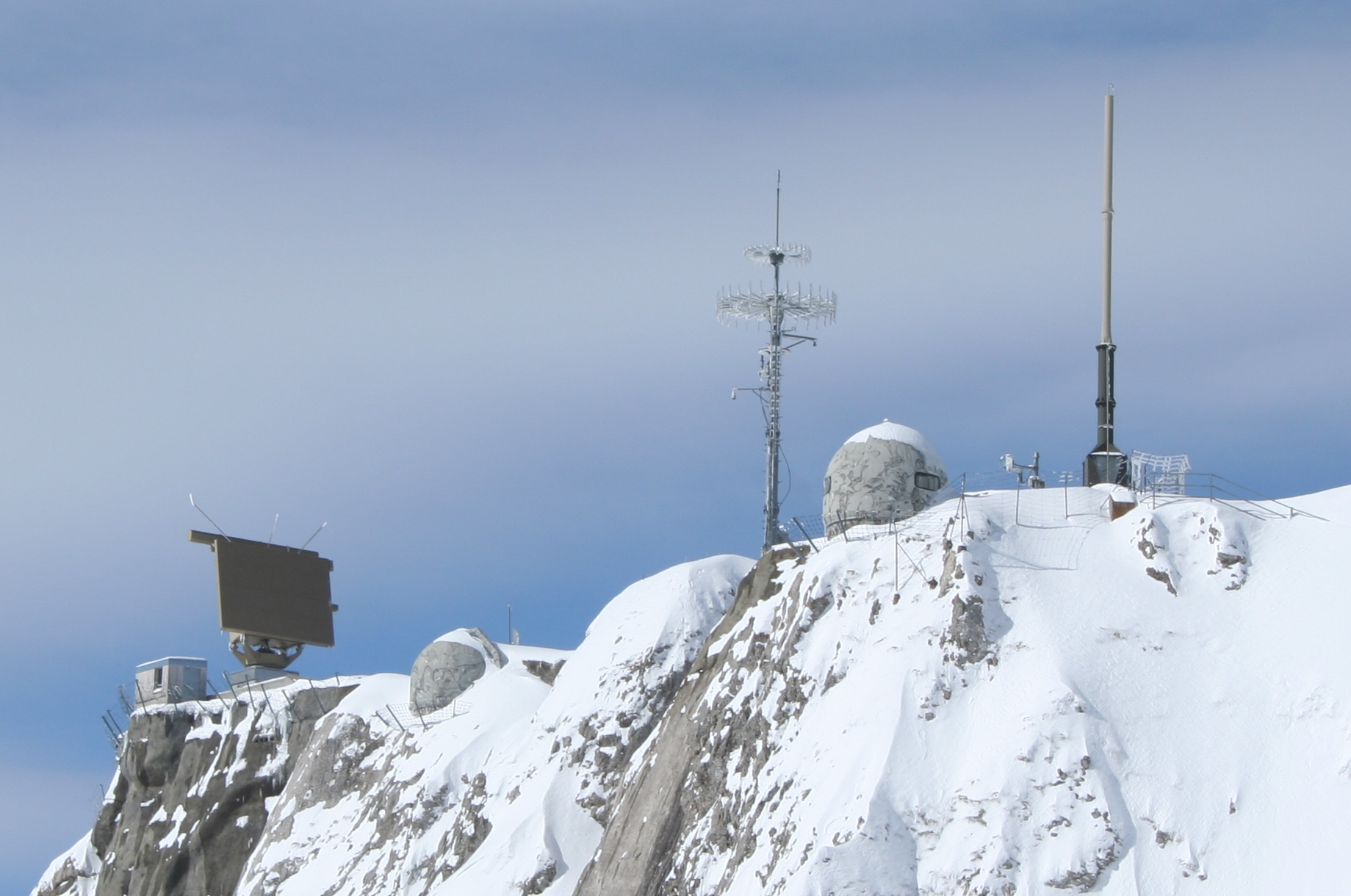
Radarová řídicí jednotka FLORAKO na vrcholu hory Pilatus

- FLORAKO
- TAFLIR
- Skyguard
- Stinger Alert Radar

## Letecký park

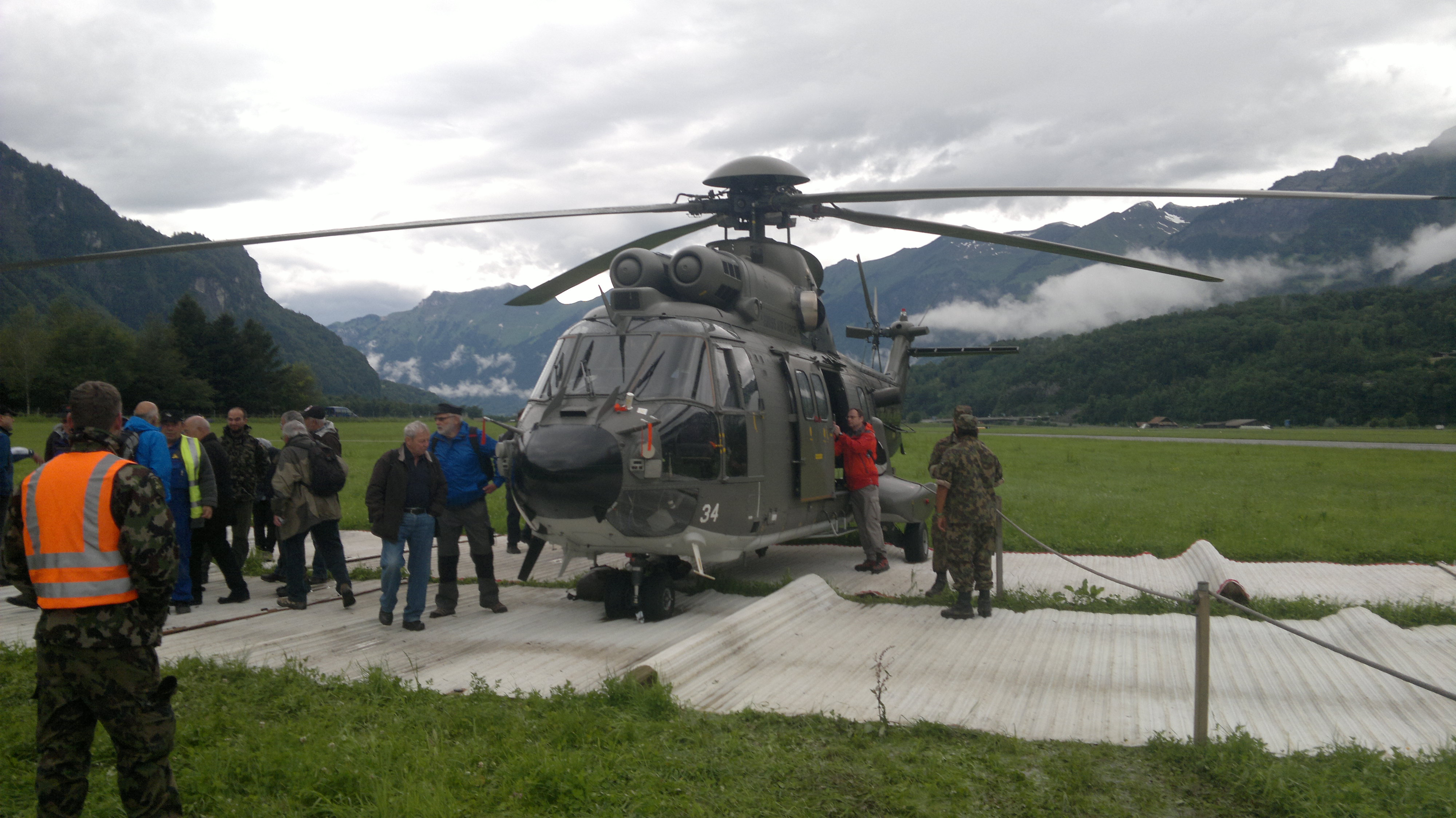
Švýcarský střední transportní vrtulník Eurocopter Cougar
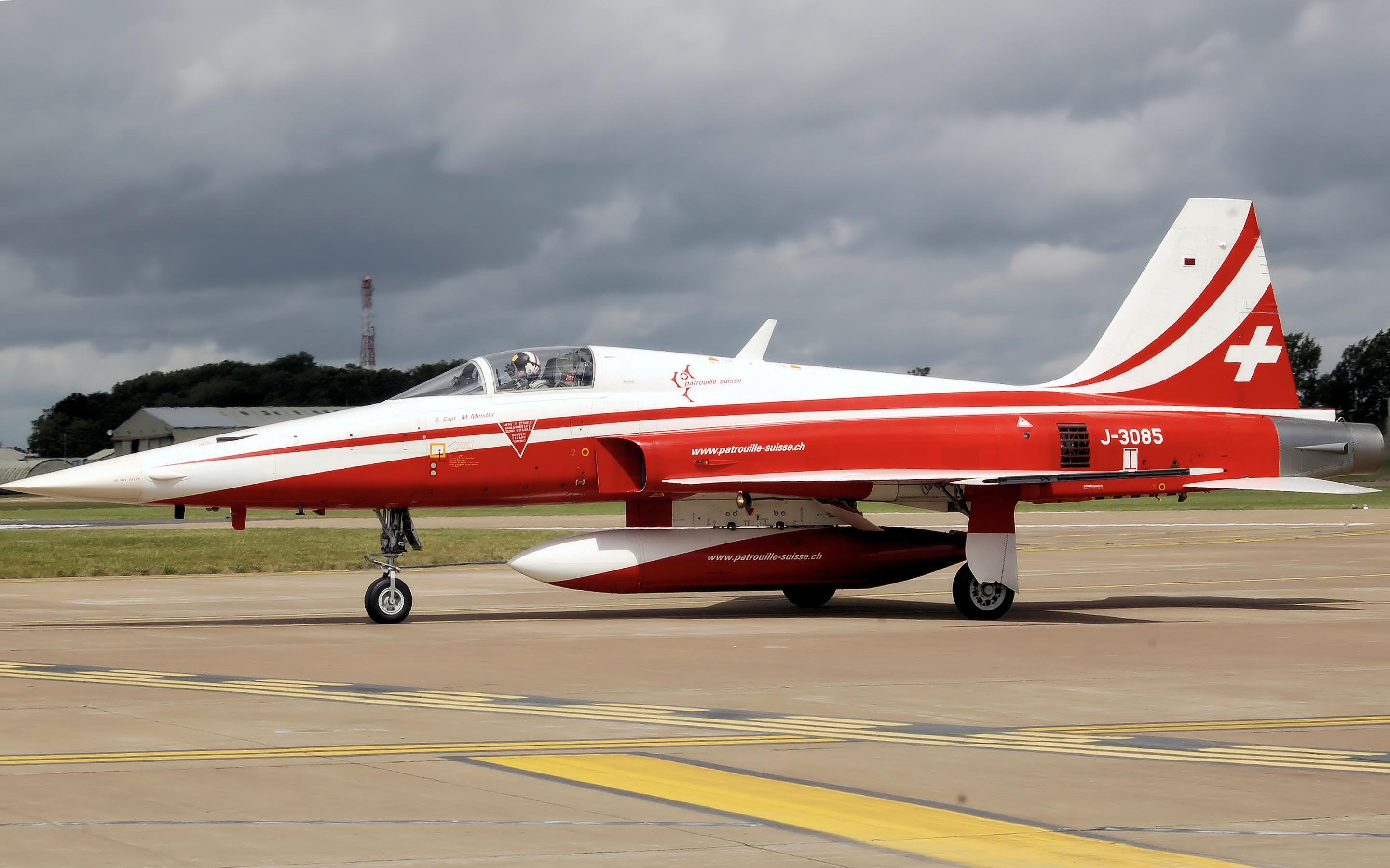
Švýcarský F-5E používaný leteckou akrobatickou skupinou Patrouille Suisse
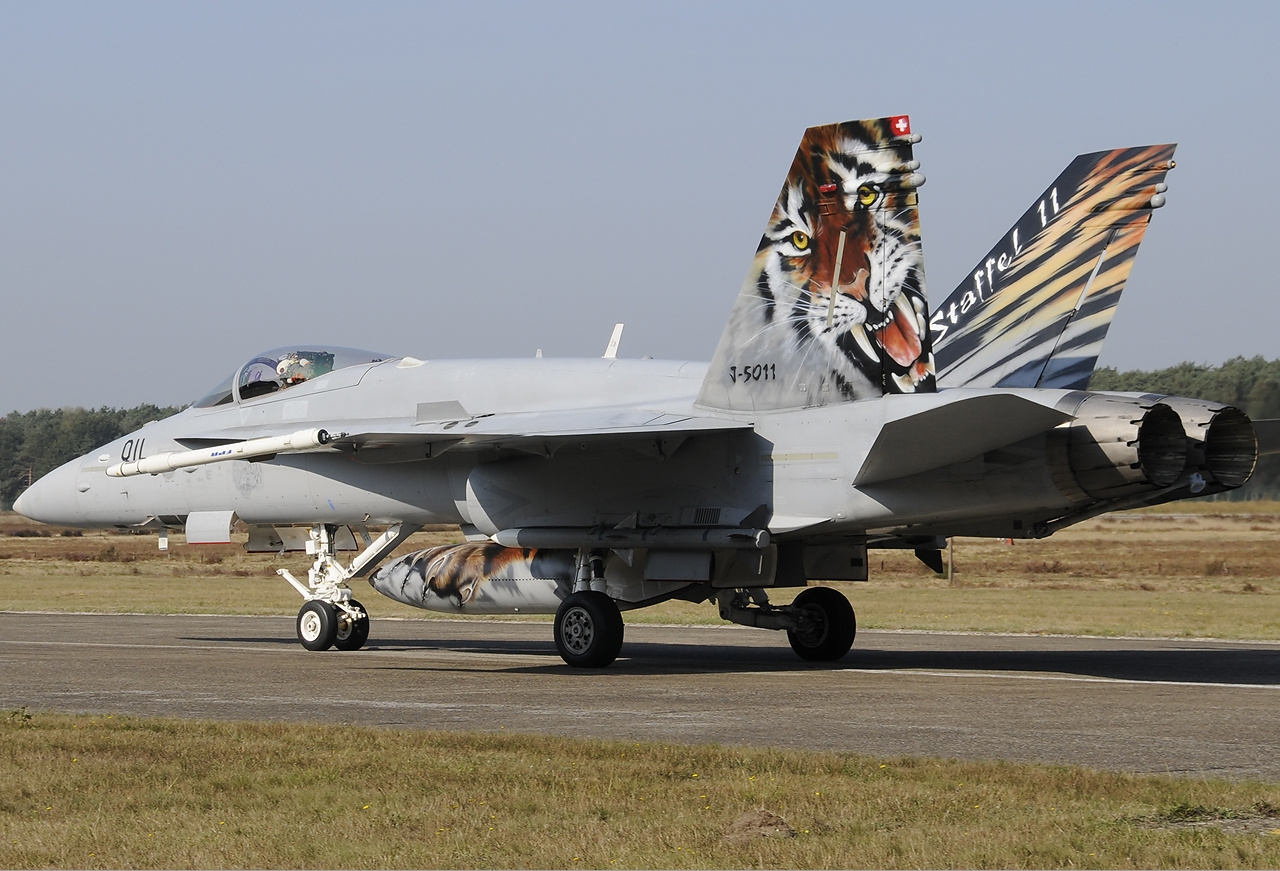
Švýcarský stíhací letoun F/A-18C (J-3011)
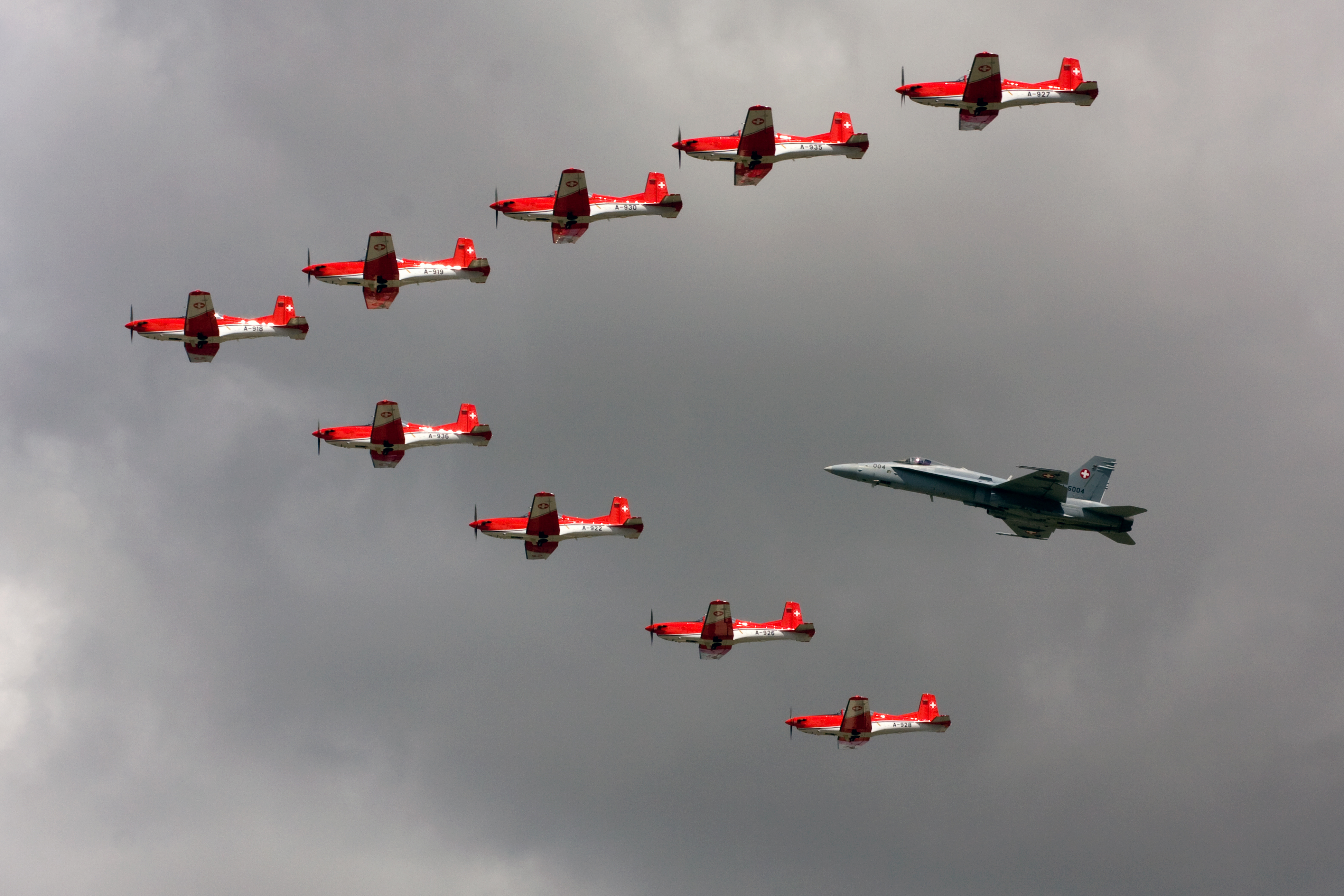
Švýcarský PC-7 Team během letu ve formaci se stíhacím letounem F/A-18C

| Obrázek | Letadlo                         | Původ typu     | Typ                  | Verze                        | Ve službě                                               | Poznámky                                            |
| ------- | ------------------------------- | -------------- | -------------------- | ---------------------------- | ------------------------------------------------------- | --------------------------------------------------- |
|         | McDonnell Douglas F/A-18 Hornet | USA            | stíhací letoun       | F/A-18C                      | 25(J-5001 to J-5026) J-5022 crashed                     |                                                     |
|         | McDonnell Douglas F/A-18 Hornet | USA            | stíhací letoun       | F/A-18D                      | 5 (J-5232 to J-5238. J-5231,J-5235, J-5237 crash)       |                                                     |
|         | Northrop F-5 Tiger II           | USA            | stíhací letoun       | F-5E                         | 41                                                      | stíhání, akrobacie, vlekání terčů                   |
|         | Northrop F-5 Tiger II           | USA            | stíhací letoun       | F-5F                         | 12 (J-3201 to J-3212)                                   | stíhání, elektronický boj                           |
|         | Pilatus PC-7                    | Švýcarsko      | cvičný letoun        | NCPC-7                       | 27                                                      | AB Locarno                                          |
|         | Pilatus PC-9                    | Švýcarsko      | cvičný letoun        | PC-9/F                       | 6 (C-405 C-407, C-408, C-409 C-411, C-412. C-404 crash) | Flight Training Unit 12 (AB Payerne). Vlekání terčů |
|         | Pilatus PC-21                   | Švýcarsko      | pokročilý výcvik     | PC-21                        | 8 (A-101 to A-108)                                      | AB Emmen                                            |
|         | Beechcraft 1900                 | USA            | doprava VIP          | 1900D                        | 1 (T-729)                                               | Bern-Belp Airport                                   |
|         | DHC-6 Twin Otter                | Kanada         | letecké mapování     | DHC-6                        | 1 (T-741)                                               | Militärflugplatz Dübendorf                          |
|         | Beechcraft Super King Air       | USA            | letecké mapování     | 350C                         | 1 (T-721)                                               | Militärflugplatz Dübendorf                          |
|         | Pilatus PC-6 Turbo-Porter       | Švýcarsko      | lehký transportní    | PC-6/B2-H2M-1                | 15                                                      | Airliftsqn 7 (AB Emmen) + HB-FCF od armasuisse      |
|         | Dassault Falcon 900EX           | Francie        | doprava VIP          | Falcon 900                   | 1 (T-785)                                               | Bern-Belp Airpt                                     |
|         | Pilatus PC-12                   | Švýcarsko      | testování, transport | PC-12                        | 1 (HB-FOG)                                              | Armasuisse Militärflugplatz Dübendorf               |
|         | CL604                           | Kanada         | VIP /Ambulanz        | CL60                         | 2 (T-751,T-752)                                         |                                                     |
|         | Cessna Citation Excel           | USA            | doprava VIP          | Ce-560XL                     | 1 (T-784)                                               |                                                     |
|         | Pilatus PC-24                   | Švýcarsko      | doprava VIP          | PC-24                        | 1 (T-786)                                               |                                                     |
|         | Diamond DA42                    | USA · Rakousko | experimentální       | Diamond DA42 Aurora Centauer | 1 (R-711)                                               | Armasuisse AB Emmen                                 |
|         | ADS-95 Ranger                   | Švýcarsko      | UAV                  | ADS-95                       | 24 (D-108 to D-134. D-119 & D-132 crash)                | Drone Sqn 7 (AB Emmen)                              |
|         | ADS-15 Hermes 900               | Izrael         | UAV                  | ADS-15                       | 0 (6)                                                   | 6 k roku 2019                                       |
|         | RUAG KZD-85                     | Švýcarsko      | UAV                  | KZD-85                       | 60 (Z-30 to Z-90, Today 30 in use)                      | výcvik protivzdušné obrany                          |

- Trainingsmockup F/A-18C X-5098, X-5099

### Vrtulníky
| Obrázek       | Vrtulník                    | Původ typu        | Typ                 | Verze            | Ve službě           | Poznámky                                                 |
| ------------- | --------------------------- | ----------------- | ------------------- | ---------------- | ------------------- | -------------------------------------------------------- |
|               | Eurocopter AS332 Super Puma | Francie           | střední transportní | AS332M1          | 15 (T-311 to T-325) | AB Payerne, Militärflugplatz Dübendorf.                  |
|               | Eurocopter AS532 Cougar     | Francie           | střední transportní | AS532UL          | 10 (T-331 to T342)  | AB Alpnach. Cougar (T-341) havaroval 2011 & (T-338) 2016 |
|               | Eurocopter EC635            | Francie · Německo | víceúčelový         | EC635 P2+        | 18 (T-353 to T-370) | AB Alpnach                                               |
| transport VIP | Eurocopter EC635            | Francie · Německo | EC635 P2+ VIP       | 2 (T-351, T-352) |                     | AB Alpnach                                               |

### Protivzdušná obrana
| Obrázek | Název                        | Původ typu         | Typ                             | Ve službě | Poznámky |
| ------- | ---------------------------- | ------------------ | ------------------------------- | --------- | -------- |
|         | Flab Kanone 63/90            | Švýcarsko          | protiletadlový kanón            | 45        |          |
|         | FIM-92 Stinger               | USA                | protiletadlový raketový komplet | 288       |          |
|         | Mobile Lenkwaffen Flugabwehr | Spojené království | protiletadlový raketový komplet | 54        |          |